# تارسو یگا
تارسو یگا یک کوه، آتشفشان سپری و کاسه آتشفشانی در چاد است.